# Amor prohibido (telenovela)
Amor prohibido é uma telenovela mexicana, produzida pela Televisa e exibida em 1979 pelo El Canal de las Estrellas.

## Elenco
- Claudia Islas
- José Alonso
- Liliana Abud
- Ignacio López Tarso